# ديفيد هيلمرش
ديفيد كارل هيلمرش (بالإنجليزية: David Carl Hilmers)‏ (مواليد 28 يناير 1950) هو رائد فضاء أمريكي لدى ناسا سابقاً. خرج للفضاء بأربع مهمات مختلفة لمدة 20 يوماً ونصف.

## تعليمه
حصل على درجة البكالوريوس بالرياضيات من كلية كارنل سنة 1972، كما حصل على الماجستير في الهندسة الكهربائية سنة 1977.

## مهمات
- إس تي إس-26
- إس تي إس-36
- إس تي إس-42
- إس تي إس-51-جا